# Altamirano, Amatenango de la Frontera
Altamirano är en ort i Mexiko.   Den ligger i kommunen Amatenango de la Frontera och delstaten Chiapas, i den sydöstra delen av landet, 900 km sydost om huvudstaden Mexico City. Altamirano ligger 1 205 meter över havet och antalet invånare är 277.
Terrängen runt Altamirano är kuperad åt nordväst, men åt sydost är den bergig. Runt Altamirano är det ganska tätbefolkat, med 199 invånare per kvadratkilometer. Närmaste större samhälle är Frontera Comalapa, 13,2 km nordväst om Altamirano. I omgivningarna runt Altamirano växer huvudsakligen savannskog.